# Jakub Pogorzelski
Jakub Pogorzelski herbu Wczele – poseł ziemi wieluńskiej na sejm koronacyjny 1576 roku.